# Callochiton puniceus
Callochiton puniceus är en blötdjursart som först beskrevs av Gould 1846.  Callochiton puniceus ingår i släktet Callochiton och familjen Ischnochitonidae. Inga underarter finns listade i Catalogue of Life.